# Dasyuris octans
Dasyuris octans är en fjärilsart som beskrevs av Hudson 1923. Dasyuris octans ingår i släktet Dasyuris och familjen mätare. Inga underarter finns listade i Catalogue of Life.